# Cobonne
 Cobonne  là một xã thuộc tỉnh Drôme trong vùng Auvergne-Rhône-Alpes đông nam nước Pháp. Xã Cobonne nằm ở khu vực có độ cao từ 231-750 mét trên mực nước biển.
Dân số năm 2006 là 158 người.